# You Young
You Young (* 27. Mai 2004 in Seoul) ist eine südkoreanische Eiskunstläuferin, die in Wettbewerben im Einzellauf antritt.

## Karriere
You wurde 2016 im Alter von 11 Jahren südkoreanische Meisterin. Ihren größten internationalen Erfolg bei den Junioren erzielte sie bei den Olympischen Jugend-Winterspielen 2020 in Lausanne. Dort gewann sie die Goldmedaille.

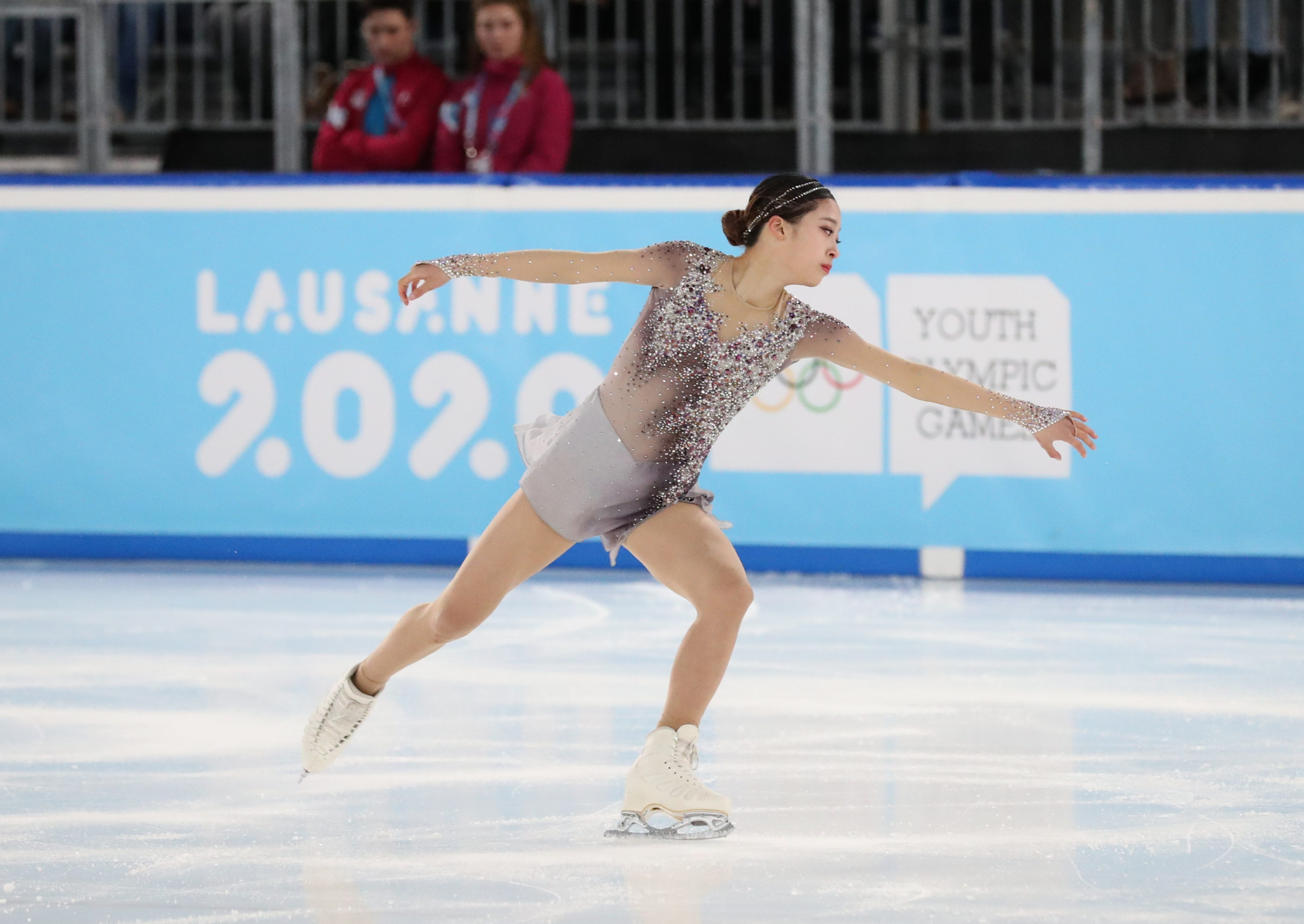
You (2020)

Seit der Saison 2019/20 tritt You in internationalen Wettkämpfen bei den Erwachsenen an. Ihre erste Medaille bei einem Grand Prix gewann sie mit Bronze bei Skate Canada 2019, wo sie im Kurzprogramm einen dreifachen Axel zeigte. Sie gewann außerdem die Silbermedaille bei den Vier-Kontinente-Meisterschaften 2020.
2022 belegte sie bei den Olympischen Winterspielen in Peking den sechsten Platz.

## Sonstiges
You nahm am Olympischen Fackellauf der Olympischen Winterspiele 2018 in Pyeongchang teil. Sie lief dabei den ersten Abschnitt in Südkorea. You wurde 2019 die erste Eiskunstläuferin aus Südkorea, die bei einem internationalen Wettkampf bei Erwachsenen einen dreifachen Axel zeigte.

## Ergebnisse
| Meisterschaft / Jahr             | 2016    | 2017    | 2018    | 2019    | 2020    | 2021    | 2022    | 2023    | 2024    |
| -------------------------------- | ------- | ------- | ------- | ------- | ------- | ------- | ------- | ------- | ------- |
| Olympische Winterspiele          |         |         |         |         |         |         | 6.      |         |         |
| Eiskunstlauf-Weltmeisterschaften |         |         |         |         |         |         | 5.      |         |         |
| Vier-Kontinente-Meisterschaften  |         |         |         |         | 2.      |         |         |         |         |
| Südkoreanische Meisterschaften   | 1.      | 5.      | 1.      | 1.      | 1.      | 4.      | 1.      |         |         |
| Olympische Jugendspiele          |         |         |         |         | 1.      |         |         |         |         |
| Wettbewerb / Saison              | 2015/16 | 2016/17 | 2017/18 | 2018/19 | 2019/20 | 2020/21 | 2021/22 | 2022/23 | 2023/24 |
| GP Cup of China                  |         |         |         |         | 4.      |         |         |         |         |
| GP MK John Wilson Trophy         |         |         |         |         |         |         |         | 4.      |         |
| GP NHK Trophy                    |         |         |         |         |         | 7.      | 3.      |         |         |
| GP Skate America                 |         |         |         |         |         |         | 3.      |         | 11.     |
| GP Skate Canada                  |         |         |         |         | 3.      |         |         | 3.      |         |
| GP = Grand Prix                  |         |         |         |         |         |         |         |         |         |